# العتلة (شخصية خيالية)
كادر هو شرير خارق خيالي في كون دي سي. أول ظهور للعتلة كان في فرقة العدالة الأمريكية #233 (كانون الأول / ديسمبر 1984) تم إنشاؤه من قبل جيري كونواي وتشاك باتون.

## سيرة الشخصية الخيالية
مالكوم «كادر» تاندي كان جزءاً من عصابة ديترويت عندما قام أوفرماستر بغرس فيه سلاح يحمل الاسم نفسه ذو طاقة لا تصدق وأضافة لفريق كادر الأول. العتلة الأصلية دمرت خلال معركة مع فرقة العدالة. في وقت لاحق، خسر عتلته الثانية في لعبة أوراق لمراسل تحقيقات اسمه تورتوليني. وعدة من أصدقائه الأشرار خسروا ممتلكاتهم أيضاً.  في فرقة العدالة الأمريكية #44 يستعيد العتلة مع أصدقائه ممتلكاتهم من الرجل، ولكن سرعان ما تتم هزيمتهم في معركة مع فرقة العدالة. ويهزم العتلة من قبل لايتراي.
شوهد آخر مرة في سان فرانسيسكو عندما أشتبك وبقية كادر مع شركة الطاقة جنباً إلى جنب مع الطبيب بولاريس.
ظهر العتلة أيظاً في فرقة العدالة الأمريكية #17، جنباً إلى جنب مع الكتلة السوداء و هبوط الليل، يحاول أن يترك أمريكا هرباً من القبض على أيدي فرقة انتحارية ، والتي إرسلت الأشرار إلى كوكب آخر.

## القوى والقدرات
يملك عتلة بأمكانها إطلاق طاقة منفجرة.

## في وسائل الإعلام الأخرى

### التلفزيون
- يظهر العتلة (جنباً إلى جنب مع كادر أعضاء الكتلة السوداء، الكرة السريعة ، القبضة المحطمة) في فرقة العدالة غير محدود حلقة «صراع.» هزموا من قبل سوبرمان وباتمان. ويعود في وقت لاحق كعضو في فيلق الموت التابع لغوريلا غرود .